# 임채호
임채호(林采虎, 1958년 3월 29일, 경상남도 함양군 수동면 원평리 세평마을 ~ )는 대한민국의 전직 공무원이다. 본적은 나주 임씨이다.

## 학력
- 진주고등학교
- 성균관대학교 행정학 학사
- 시라큐스 대학교 대학원 행정학 석사
- 성균관대학교 행정학 박사

## 경력
- 1982 제26회 행정고시 합격
- 1994    내무부 공기업과, 자치제도과, 행정과 등 근무
- 2004.04 행정자치부 자치제도과 과장
- 2005.   행정자치부 자치행정과 과장
- 2008.11 정부청사관리소 대전청사관리소 소장
- 2010.02~2010.10 행정안전부 조직실 제도정책관
- 2010.10~2012.12 제31대 경상남도 행정부지사
- 2012.07~2012.12 경상남도지사 권한대행
- 2013.04~2014.12 제49대 지방행정연수원 원장
- 2014.12~2015.05 소청심사위원회 상임위원
- 2015.05~2018.05 개인정보보호위원회 상임위원

## 저서
- 2018.10.20 지방재정 위기 미국의 제도와 경상남도 사례

| 전임 서만근 | 제31대 경상남도 행정부지사 2010년 10월 26일~2012년 12월 30일 | 후임 윤한홍 |

| 전임 김두관 | 경상남도지사 권한대행 2012년 7월 7일~2012년 12월 19일 | 후임 홍준표 |

| 전임 전충렬 | 제3대 개인정보 보호위원회 상임위원 2015년 5월 26일~2018년 5월 25일 | 후임 윤종인 |